# Le Goût du riz au thé vert
Pour plus de détails, voir Fiche technique et Distribution.
Le Goût du riz au thé vert (お茶漬の味, Ochazuke no aji) est un film japonais réalisé par Yasujirō Ozu, sorti en 1952. Ce drame domestique s'inscrit dans la longue tradition d'Ozu de dépeindre la vie quotidienne et les relations familiales dans le Japon d'après-guerre. Le film met en scène Shin Saburi et Michiyo Kogure dans les rôles principaux, aux côtés de Kōji Tsuruta et Keiko Tsushima.
L'intrigue suit un couple de la classe moyenne dont le mariage est marqué par une routine lassante et un manque de communication. À travers des moments de vie simples, Ozu explore subtilement les tensions silencieuses qui existent entre mari et femme, tout en mettant en avant des thèmes récurrents dans son œuvre, comme la modernité et les valeurs traditionnelles japonaises. Le titre du film fait référence à un plat simple et modeste qui devient symbolique de la redécouverte des plaisirs de la vie ordinaire.
Le film a été bien accueilli par la critique pour son portrait intimiste du couple et sa représentation minimaliste du quotidien, typique du style d'Ozu. Bien qu'il n'ait pas connu un succès commercial immédiat à sa sortie, Le Goût du riz au thé vert est aujourd'hui considéré comme l'une des œuvres importantes du réalisateur, offrant un regard subtil et poétique sur les relations humaines.

## Synopsis
Taeko et Mokichi Satake forment un couple sans enfant vivant à Tokyo. En tant que chef de service dans une entreprise, il est responsable des produits techniques.
L'amie de Taeko, Aya, convainc Taeko de dire à son mari que sa nièce Setsuko est souffrante, qu'elle est dans un onsen pour se rétablir et qu'elle doit lui rendre visite. Le plan tourne court lorsque Setsuko se présente en parfaite santé chez les Satake. Mais Taeko trouve un « patient de remplacement » en la personne de Takako et obtient l'approbation de son mari pour de courtes vacances dans l'onsen Shuzenji. Là, les quatre femmes s'amusent de Mokichi, qui se laisse si facilement tromper, et se moquent de lui comme d'un engourdi. Elles boivent du saké et chantent. Setsuko se sent malade.
Setsuko doit se rendre à une représentation de Kabuki dans le cadre d'une rencontre en vue d'un mariage arrangé par la belle-famille de Mokichi. Mais Setsuko s'y oppose, elle s'enfuit et se rend chez son oncle, qui la ramène au théâtre. Elle s'enfuit à nouveau et retrouve son oncle accompagné de son jeune protégé Noboru au vélodrome. Ils se rendent ensuite dans une salle de pachinko. Mokichi demande à Noboru de ramener Setsuko chez elle.
Quand Taeko rentre à la maison pour le dîner, Mokichi est déjà en train de manger. Ne supportant pas la manie de son mari de mélanger son riz avec la soupe miso, elle se lève sans avoir rien mangé et se dirige vers sa chambre avec colère. Ils parlent enfin, et Mokichi explique qu'il a grandi à la campagne, qu'il aime les choses simples, fumer des cigarettes bon marché, prendre le train de troisième classe, d'autant plus qu'il n'arrive pas plus tard que la première classe. Elle souligne qu'elle est habituée aux places de première classe.
En froid avec son mari, Taeko part seule à Suma pour quelques jours. Pendant ce temps, Mokichi apprend que son entreprise souhaite l'envoyer du jour au lendemain en Uruguay. Il en informe sa femme par télégraphe, mais elle ne répond pas et ne revient qu'après son départ.
Cependant ce soir-là, Mokichi rentre également chez lui car son avion a dû rebrousser chemin en raison d'un problème de moteur. Soudain confrontés l'un à l'autre, ils décident de préparer quelque chose à manger. Ils vont à la cuisine et il propose de faire du riz au thé vert. Ils mangent ensemble et Taeko comprend désormais que les choses simples de la vie auxquelles son mari est attaché sont importantes. Et c'est ainsi que le couple se retrouve enfin.
Le film se termine avec Setsuko et Noboru marchant ensemble avec complicité dans la rue.

## Fiche technique
- Titre français : Le Goût du riz au thé vert
- Titre original : お茶漬の味 (Ochazuke no aji?)
- Réalisation : Yasujirō Ozu
- Scénario : Kōgo Noda et Yasujirō Ozu
- Photographie : Yuharu Atsuta
- Décors : Tatsuo Hamada
- Montage : Yoshiyasu Hamamura
- Musique : Ichirō Saitō
- Costumes : Taizō Saitō
- Société de production : Shōchiku
- Pays de production :  Japon
- Langue originale : japonais
- Format : noir et blanc — 1,37:1 — 35 mm — son mono
- Durée : 115 minutes[1]
- Dates de sortie : 
  - Japon : 1er octobre 1952[1]
  - France : 1er janvier 1994[2]

## Distribution

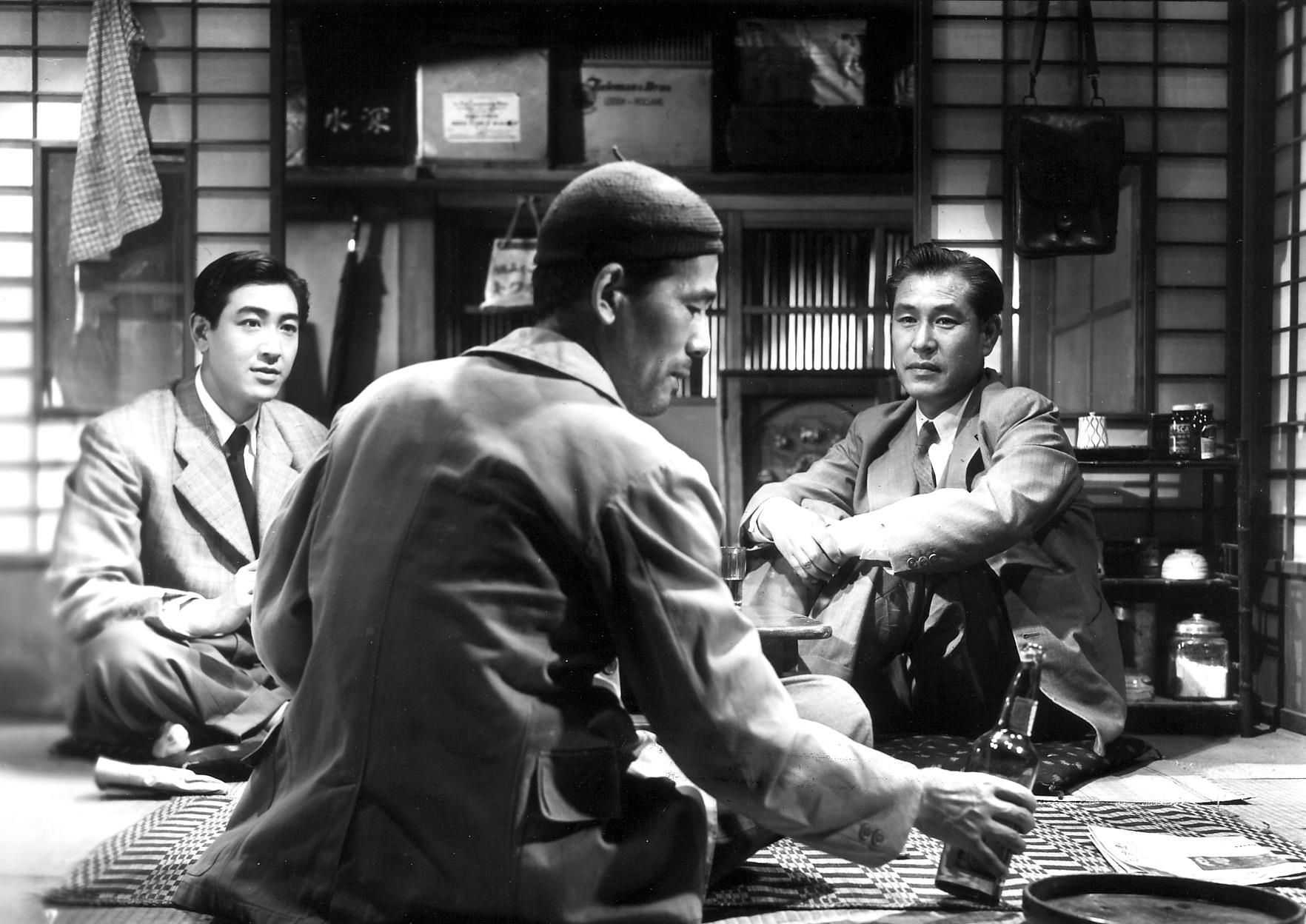
Scène du film avec Kōji Tsuruta, Chishū Ryū et Shin Saburi.

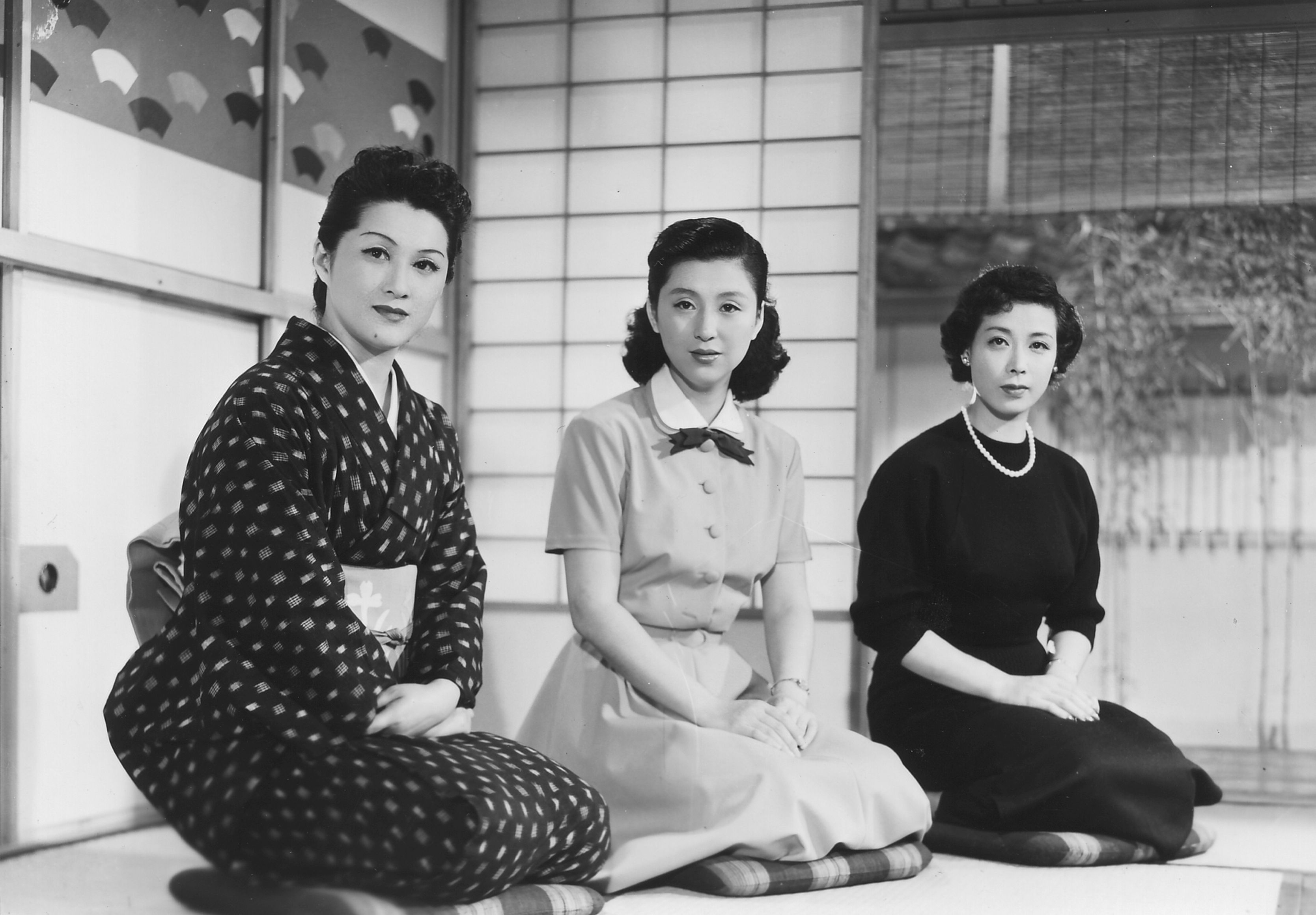
Scène du film avec Michiyo Kogure, Keiko Tsushima et Chikage Awashima.

- Shin Saburi : Mokichi Satake, le mari
- Michiyo Kogure : Taeko Satake, sa femme
- Kōji Tsuruta : Non-chan / Noboru Okada, le protégé de Mokichi
- Chikage Awashima : Aya Amamiya, l'amie de Taeko
- Hisao Toake (ja) : Toichiro Amamiya, son mari
- Keiko Tsushima : Setsuko Yamauchi, la nièce de Taeko
- Kuniko Miyake : Chizu Yamauchi, la sœur aînée de Taeko et mère de Setsuko
- Kōji Shitara (ja) : Kōji Yamauchi, son jeune fils
- Eijirō Yanagi : Naosuke Yamauchi, le père de Taeko et Chizu
- Chishū Ryū : Sadao Hirayama, le patron du pachinko
- Yūko Mochizuki : Shige Hirayama, sa femme
- Yōko Kozono (ja) : Fumi, la domestique des Satake
- Yōko Kozakura (ja) (créditée sous le nom de Yōko Uehara) : Takako
- Matsuko Shiga (ja) : une hôtesse de bar à Ginza
- Mie Kitahara : une serveuse

## Production
Le scénario du film est initialement écrit par Yasujirō Ozu sous le titre Kareshi Nankin e Iku (彼氏南京へ行く, « Le petit ami va à Nankin ») en 1939, avec une histoire concernant un homme sur le point d'être envoyé à l'étranger pour le service militaire, plutôt que le voyage d'affaires en Uruguay dans le film final. En 1940, il est retitré O-chazuke no aji et entre en pré-production. Cependant, les censeurs militaires exigent que le scénario soit complètement réécrit, par exemple en demandant que le modeste plat ochazuke mentionné dans le titre soit changé en plat festif de riz aux haricots rouges (en), parce que l'homme part servir dans l'armée. Ozu met alors le projet de côté.

## Accueil
En 1973, Vincent Canby écrit que Le Goût du riz au thé vert « n'est pas un grand Ozu. Il y a des moments - surtout dans sa sous-intrigue sur une fille qui refuse les arrangements de mariage traditionnels - où c'est presque une comédie de formule ». Canby dit aussi, cependant, que les personnages de Kogure et Saburi « deviennent des personnages si attachants, touchés par une sorte de noblesse », et note que « Ozu ne gaspille jamais notre intérêt sur des scènes de relations si nous pouvons les prendre pour acquises. Quand il nous montre un homme se rendant, par exemple, d'un bureau à un autre, cela devient important, peut-être comme une reconnaissance du temps perdu ou comme une sorte d'équivalent cinématographique de l'espace blanc entre les chapitres d'un roman ».
Dave Kehr (en) du Chicago Reader marque le film comme « Recommandé ». Saluant la capacités des mélodrames d'Ozu d'« éviter tout sens de cliché dans leur étude retenue, parfois douloureusement subtile, des relations familiales », Kehr argumente que le « manque de mouvement de la caméra parle parfois plus que les techniques élaborées de ses contemporains ».

## Récompense
- 1953 : prix Mainichi du meilleur acteur pour Shin Saburi (conjointement pour Vagues)[6]